# Херман фон Щолберг-Вернигероде
Херман фон Щолберг-Вернигероде (на немски: Hermann zu Stolberg-Wernigerode; * 15 декември 1802 в дворец Вернигероде; † 16 февруари 1841 във Вернигероде) е наследствен граф на Щолберг и претендент за граф на Графство Вернигероде.
Той е най-възрастният син на граф Хайнрих фон Щолберг-Вернигероде-Гедерн (1772 – 1854) и първата му съпруга принцеса Каролина Александрина Хенриета Жанета (Жѐни) фон Шьонбург-Валденбург (1780 – 1809), дъщеря на 1. княз Ото Карл Фридрих фон Шьонбург-Валденбург (1758 – 1800) и графиня Хенриета Елеанора Елизабет Ройс-Кьостриц (1755 – 1829). Внук е на граф Кристиан Фридрих фон Щолберг-Вернигероде (1746 – 1824) и графиня Августа Елеонора фон Щолберг-Щолберг (1748 – 1821). Баща му се жени втори път на 30 декември 1810 г. в Берлин за фрайин Еберхардина фон дер Реке (1785 – 1851).
Брат е на Бернхард (1803 – 1824), историк Бото фон Щолберг-Вернигероде (1805 – 1881), Рудолф цу Гедерн (1809 – 1867), Елеонора (1801 – 1827), омъжена 1819 г. за княз Хайнрих LXIII Ройс-Кьостриц (1786 – 1841), и на Каролина (1806 – 1896), омъжена 1828 г. за княз Хайнрих LXIII Ройс-Кьостриц (1786 – 1841).
Херман следва право и започва пруска държавна служба. По-късно се грижи за графската металургия. Фамилията живее през лятото обикновено в Мариенхоф в Илзенбург в Харц, през зимата в дворец Вернигероде в Харц. През 1832 г. той се мести във фамилната собственост Гедерн, за да реформира управлението там. От 1838 г. той живее отново във Вернигероде и по желание на баща му поема управлението на собственостите, купува машинна фабрика в Магдебург.
Херман умира на 39 години на 16 февруари 1841 г. от скръб за загубата на най-големия му син Албрехт (* 17 март 1836; † 23 септември 1841). Вторият му син Ото тогава е едва на четири години.

## Фамилия
Херман се жени на 22 август 1831 г. в Михелщат за графиня Емма фон Ербах-Фюрстенау (* 11 юли 1811 в дворец Фюрстенау; † 1 декември 1889 в дворец Илзенбург), дъщеря на граф Албрехт фон Ербах-Фюрстенау (1787 – 1851) и принцеса София Емилия Луиза фон Хоенлое-Нойенщайн-Ингелфинген (1788 – 1859). Те имат три деца:
- Албрехт (1836 – 1841)
- Елеонора (1835 – 1903), поетеса на песни, омъжена на 13 септември 1855 г. в Илзенбург за граф Хайнрих LXXIV Ройс-Кьостриц (1798 – 1886)
- Ото фон Щолберг-Вернигероде (1837 – 1896), княз на Щолберг-Вернигероде, вице-канцлер при Ото фон Бисмарк, женен на 22 август 1863 г. в Щонсдорф за принцеса Анна Елизабет Ройс-Кьостриц (1837 – 1907)